# France Culture
France Culture és una cadena de ràdio pública de França creada en 1963 i que forma part del grup Radio France. Té la seu en París i està dirigit per la periodista i escriptora Sandrine Treiner des de 2015.

## Temàtiques

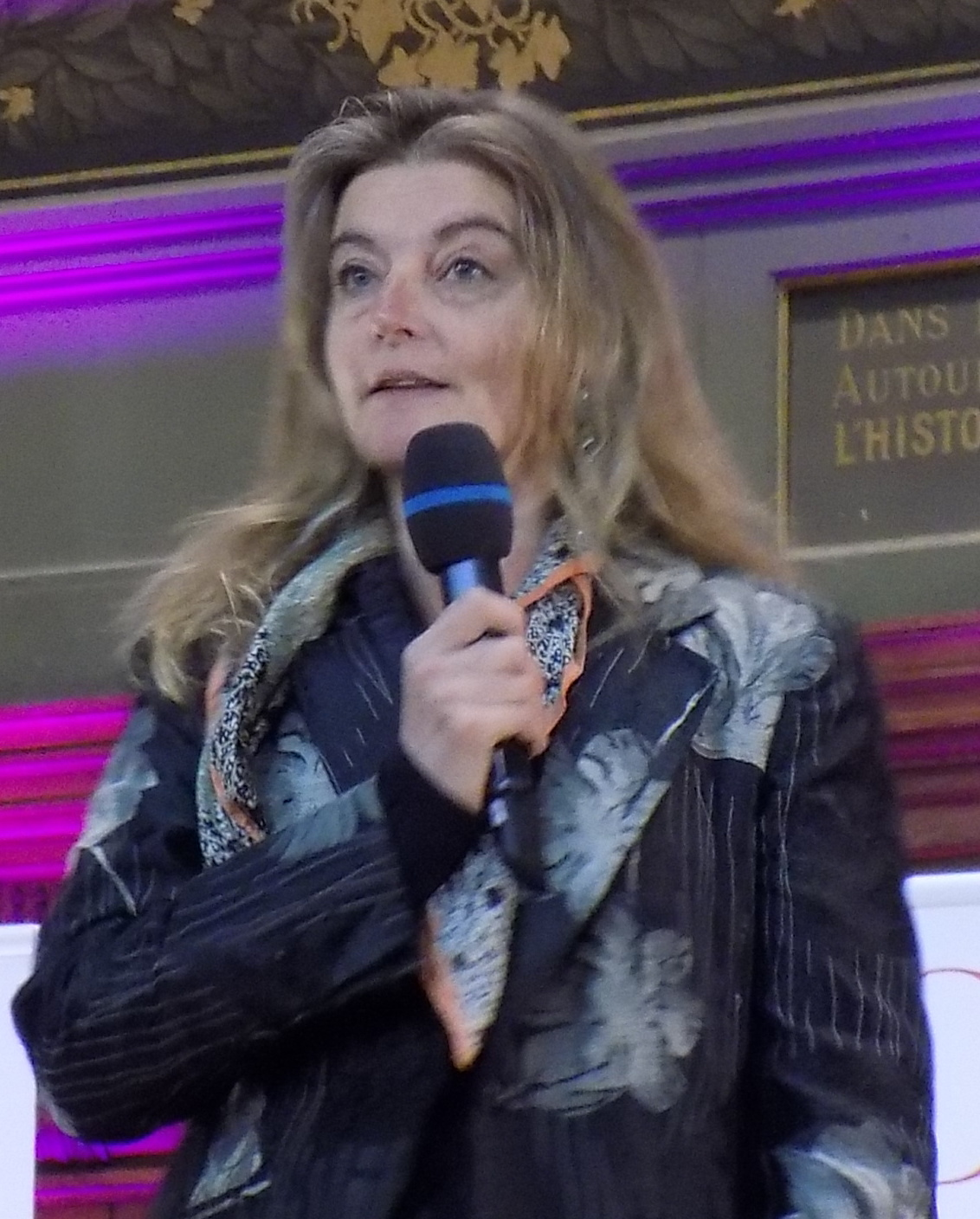
Sandrine Trenier, directora de France Culture des de 2015.

La ràdio està enfocada en tres grans blocs, d'una banda, els debats i exposicions de temes de l'actualitat política, econòmica, social i mediambiental. D'altra banda, la difusió de la història nacional i internacional, la ciència i la filosofia. Finalment, abasten les cultura des d'obres de teatre, literatura, cinema, fotografia, música, disseny i gastronomia entre d'altres. Igual que les altres ràdios públiques del mateix grup, France Culture tampoc disposa d'anuncis per part de tercers.
D'altra banda, la ràdio també disposa d'una publicació escrita que tracta els mateixos continguts, anomenada « Papiers » i editat per « Exils».

## Difusió

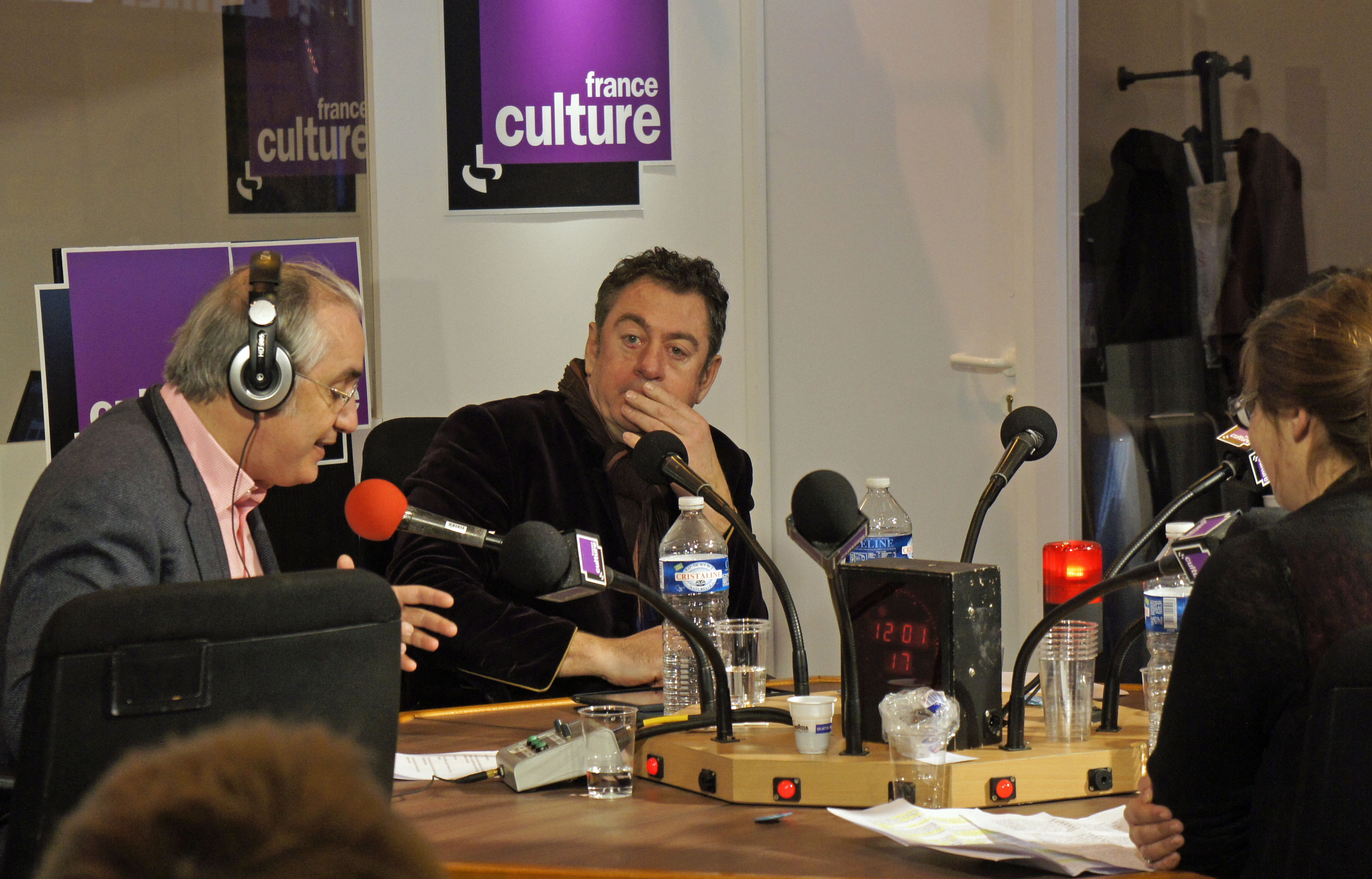
Mesa de debat de France Culture, amb l'escriptor Alain Kruger.

A més de la freqüència modulada, France Culture emet tots els seus programes en directe a través d'internet, a més de tenir un arxiu en forma de podcasts tots els seus programes. Les principals freqüències en les capitals de regions són:

| Freqüència  | Capital              | Regió                     |
| ----------- | -------------------- | ------------------------- |
| 88.8 / 94.1 | Lió                  | Alvèrnia-Roine-Alps       |
| 93,7        | Dijon                | Borgonya-Franc Comtat     |
| 98,3        | Rennes               | Bretanya                  |
| 95,8        | Orleans              | Centre - Vall del Loira   |
| 97,6        | Ajaccio              | Còrsega                   |
| 87,7        | Estrasburg           | Gran Est                  |
| 98,0        | Lilla                | Nord-Pas-de-Calais        |
| 93,5        | París                | Illa de França            |
| 94,0        | Ruan                 | Normandia                 |
| 97,7        | Bordeus              | Nova Aquitània            |
| 95,7 / 96,3 | Tolosa de Llenguadoc | Regió d'Occitània         |
| 94,2        | Nantes               | País del Loira            |
| 99,0        | Marsella             | Provença-Alps-Costa Blava |
| 104,0       | Andorra              | Principat d'Andorra       |

## Directors de l'emissora
- Agathe Mella (1973-1975)
- Yves Jaigu (1975-1984)
- Jean-Marie Borzeix (1984-1997)
- Patrice Gélinet (1997-1999)
- Laure Adler (1999-2005)
- David Kessler (2005-2008)
- Bruno Patino (2008-2010)
- Olivier Poivre d'Arvor (2010-2015)
- Sandrine Treiner (2015 - 2019)